# Dynamo Łuck
Dynamo Łuck (ukr. Футбольний клуб «Динамо» Луцьк, Futbolnyj Kłub "Dynamo" Łućk)  - ukraiński klub piłkarski z siedzibą w Łucku.
W 1946 występował w Mistrzostwach ZSRR.

## Historia
Chronologia nazw:
- 1940—1956: Dynamo Łuck (ukr. «Динамо» Луцьк)

Piłkarska drużyna Dynamo Łuck została założona w 1940.
W 1944 zespół został odrodzony. W 1946 występował w Trzeciej grupie Mistrzostw ZSRR. Zajął 5. miejsce w 8-drużynowej grupie. Następnie uczestniczył w rozgrywkach piłkarskich Ukraińskiej SRR.
W 1956 zespół został rozformowany.

## Inne
- Wołyń Łuck